# Triakis acutipinna
Espèce
Statut de conservation UICN

 EN B1ab(v); C2a(ii) : En danger
Triakis acutipinna est un poisson Carcharhiniformes découvert au large de l'Équateur.